# Jake Tsakalidis
Iakovos „Jake“ Tsakalidis (griechisch Ιάκωβος Τσακαλίδης; * 10. Juni 1979 in Rustawi, Georgische SSR, Sowjetunion, heute Georgien) ist ein ehemaliger georgisch-griechischer Basketballspieler, der bei einer Körpergröße von 2,18 m auf der Position des Center spielte. Von 2000 bis 2007 war er in der US-Profiliga NBA aktiv.

## Laufbahn
Tsakalidis, der in Georgien seine Sportkarriere als Schwimmer startete, begann im Alter von 15 Jahren seine Basketballlaufbahn bei AEK Athen, wo er 1996 einen Profivertrag erhielt. Bis zum Sommer 2000 gehörte Tsakalidis neben Spielern wie Michalis Kakiouzis, Dimosthenis Dikoudis oder Nikolaos Zisis zu den Leistungsträgern seines Vereins und gewann neben dem Griechischen Pokal auch den Saporta Cup.

### NBA
Im NBA Draft 2000 wurde Tsakalidis von den Phoenix Suns an 25. Stelle ausgewählt und wechselte in die NBA. Am 30. September 2003 wurde Tsakalidis im Tausch für Brevin Knight, Robert Archibald und Cezary Trybanski, zusammen mit seinem Mitspieler Bo Outlaw zu den Memphis Grizzlies transferiert. Am 13. Februar 2007 wechselte er im Tausch mit Scott Padgett zu den Houston Rockets, wo er bis zum Ende der Saison spielte.
Im September des gleichen Jahres kehrte Tsakalidis nach sieben Jahren in der NBA nach Griechenland zurück und unterzeichnete einen Vertrag bei Olympiakos Piräus. Während seiner NBA-Karriere kam Tsakalidis auf insgesamt 315 Einsätze, erzielte 4,8 Punkte und sammelte 3,9 Rebounds im Schnitt.

### Nationalmannschaft
Sein Debüt in der Griechischen Nationalmannschaft gab Tsakalidis am 7. Juli 1998 bei der WM-Begegnung gegen Nigeria, in welcher Griechenland mit 70-50 gewinnen und Tsakalidis drei Punkte erzielen konnte. Sein vorerst letztes Spiel für die Nationalmannschaft war der 72:64-Sieg über Serbien und Montenegro bei der Europameisterschaft 2003 in Schweden, bei dem er insgesamt 16 Punkte erreichte.
In fünf Jahren kam Tsakalidis auf 45 Spiele, in denen er 303 Punkte erzielte (6,73 im Schnitt), und nahm an drei Europameisterschaften und einer Weltmeisterschaft teil.

## Erfolge
- Griechischer Pokalsieger: 2000
- Saporta Cup: 2000

## Auszeichnungen
- Teilnahme an Weltmeisterschaften: 1998
- Teilnahme an Europameisterschaften: 1999, 2001, 2003